# نبلبرگ
نبلبرگ (به آلمانی: Nebelberg) یک منطقهٔ مسکونی در اتریش است که در ناحیه رورباخ واقع شده‌است. نبلبرگ ۹٫۱۵ کیلومتر مربع مساحت دارد ۶۹۵ متر بالاتر از سطح دریا واقع شده‌است.